# Thulhaagiri
Thulhaagiri est une petite île inhabitée des Maldives. Elle constitue une des îles-hôtel des Maldives en accueillant le Thulhaagiri Island Resort depuis 1980. Le nom de l'île signifie « île de la cuiller en noix de coco».

## Géographie
Thulhaagiri est située dans le centre des Maldives, dans l'Est de l'atoll Malé Nord, dans la subdivision de Kaafu. 